# Transporte Metropolitano de Valladolid
El transporte público del área metropolitana de Valladolid comprende las conexiones mediante autobús o tren entre 25 ayuntamientos del entorno de Valladolid. La red está compuesta de 16 líneas de autobús interurbano, siete líneas de los autobuses urbanos de Valladolid y seis líneas del ferrocarril de Media Distancia.

## Detalles del servicio
El servicio de transporte de la comunidad urbana de Valladolid es prestado por ocho diferentes compañías operadoras: Alsa, Autodival, Auvasa, Cabrero (ECSA), Interbús, La Regional Vallisoletana, Linecar y Renfe.
En 2015, se inició por parte de la Junta de Castilla y León la emisión de un nuevo tipo de tarjetas para el Transporte Metropolitano de Valladolid, con la que se introdujeron abonos mensuales y descuentos para jóvenes, familias numerosas y mayores de 65 años, aunque no todas las líneas están incluidas.

## Líneas

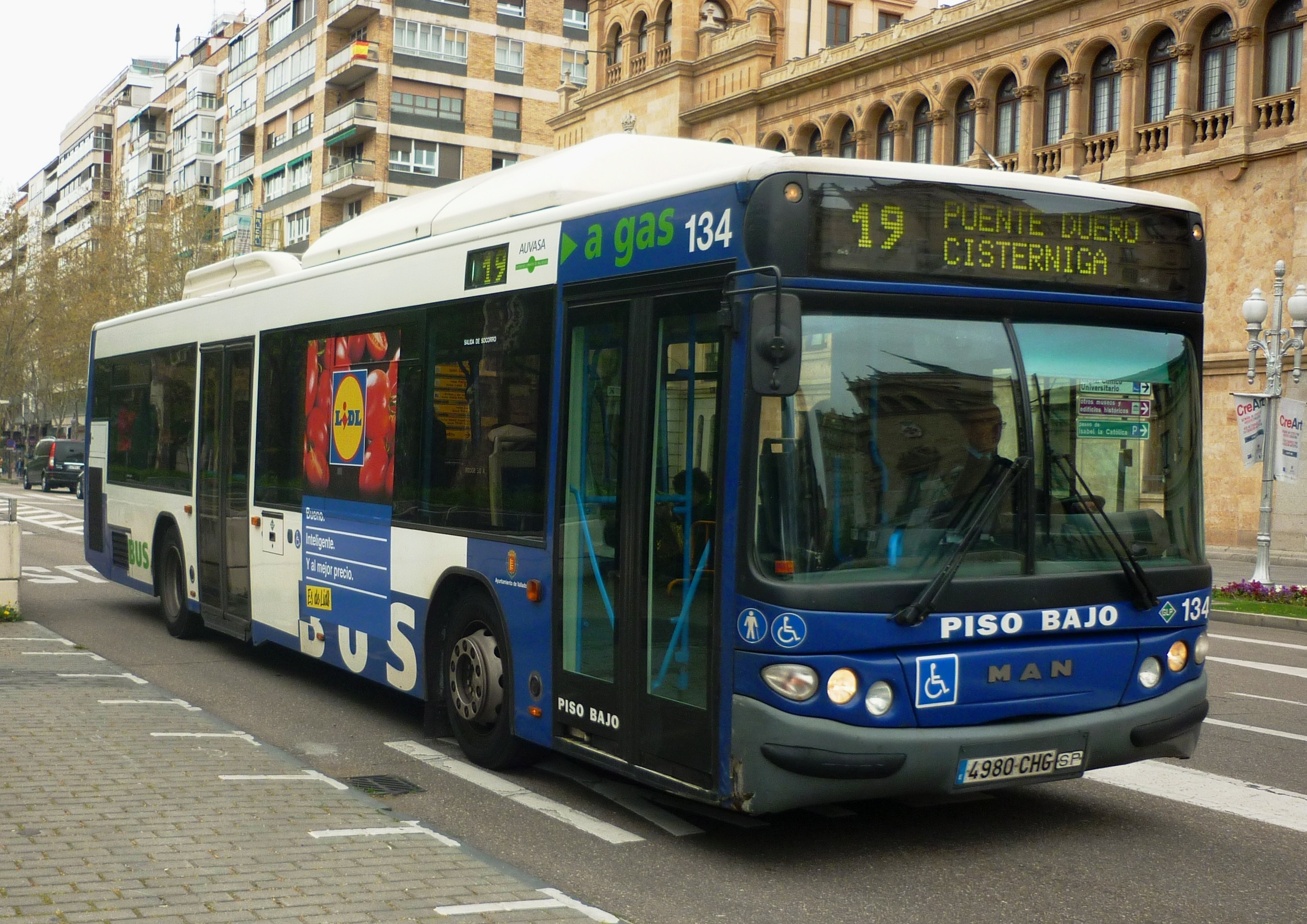
Bus de AUVASA de una línea del Transporte Metropolitano de Valladolid.

### Autobús
La mayor parte de las líneas de la red están operadas en régimen de concesión administrativa, de titularidad autonómica (Junta de Castilla y León) o estatal (Ministerio de Transportes, Movilidad y Agenda Urbana):
| Concesión | Trayecto                                                                                  | Operador    |
| --------- | ----------------------------------------------------------------------------------------- | ----------- |
| VACL-053  | Valladolid - Arroyo de la Encomienda                                                      | La Regional |
| VACL-053  | Valladolid - Fuensaldaña - Mucientes - Cigales                                            | La Regional |
| VACL-053  | Valladolid - Santovenia de Pisuerga - Cabezón de Pisuerga                                 | La Regional |
| VACL-053  | Valladolid - Valdestillas                                                                 | La Regional |
| VACL-053  | Valladolid - Villanueva de Duero                                                          | La Regional |
| VACL-057  | Valladolid - Laguna de Duero                                                              | ECSA        |
| VACL-057  | Valladolid - Laguna de Duero - Boecillo - Aldeamayor-golf - La Pedraja de Portillo        | ECSA        |
| VACL-057  | Valladolid - Laguna de Duero - Boecillo - Parque Tecnológico                              | ECSA        |
| VACL-057  | Valladolid - Laguna de Duero - Boecillo - Viana de Cega                                   | ECSA        |
| VACL-126  | Valladolid - Herrera de Duero - Aldeamayor de San Martín - Arrabal de Portillo - Portillo | Linecar     |
| VAC-139   | Valladolid - Simancas - Geria - Robladillo                                                | ALSA        |
| VAC-145   | Valladolid - Villanubla - Aeropuerto                                                      | Linecar     |
| VAC-145   | Valladolid - Zaratán - Ciguñuela - Wamba                                                  | Linecar     |
| VACL-151  | Valladolid - La Cistérniga - Tudela de Duero                                              | Linecar     |
| VACL-156  | Valladolid - Zaratán                                                                      | Interbús    |
| VACL-159  | Valladolid - Renedo de Esgueva - Castronuevo de Esgueva                                   | Autodival   |

Además de estas, varias líneas de los autobuses urbanos de Valladolid llegan a dos localidades del área metropolitana, Simancas y La Cistérniga:
| Línea | Trayecto                                            |
| ----- | --------------------------------------------------- |
| 5     | Simancas - Valladolid                               |
| 13    | Valladolid - La Cistérniga - Polígono La Mora       |
| 18    | Puente Duero - San Isidro - La Cistérniga           |
| 19    | Puente Duero - Hospital Río Hortega - La Cistérniga |
| B4    | Puente Duero - Simancas - Valladolid                |
| B5    | Valladolid - La Cistérniga                          |
| M7    | La Cistérniga - Valladolid                          |

### Ferrocarril
Hasta ocho líneas de Media Distancia dan servicio a localidades del área metropolitana de Valladolid; todas operadas por Renfe. Desde abril de 2023 el servicio se denomina Renfe Proximidad en el corredor Palencia - Valladolid - Medina del Campo:
| Estación                | Líneas con parada | Líneas con parada       | Líneas con parada       |
| Estación                | N.º               | Origen                  | Destino                 |
| ----------------------- | ----------------- | ----------------------- | ----------------------- |
| Cabezón de Pisuerga     | 14                | Palencia                | Valladolid-Campo Grande |
| Cabezón de Pisuerga     | 17                | Valladolid-Campo Grande | León                    |
| Cabezón de Pisuerga     | 19                | Palencia                | Salamanca/La Alamedilla |
| Cabezón de Pisuerga     | 20                | Valladolid-Campo Grande | Santander               |
| Cabezón de Pisuerga     | 21                | Valladolid-Campo Grande | Vitoria                 |
|                         |                   |                         |                         |
| Valdestillas            | 15                | Valladolid-Campo Grande | Medina del Campo        |
| Valdestillas            | 19                | Palencia                | Salamanca/La Alamedilla |
|                         |                   |                         |                         |
| Valladolid-Campo Grande | 14                | Palencia                | Valladolid-Campo Grande |
| Valladolid-Campo Grande | 15                | Valladolid-Campo Grande | Medina del Campo        |
| Valladolid-Campo Grande | 16                | Valladolid-Campo Grande | Madrid-Príncipe Pío     |
| Valladolid-Campo Grande | 17                | Valladolid-Campo Grande | León                    |
| Valladolid-Campo Grande | 18                | Valladolid-Campo Grande | Puebla de Sanabria      |
| Valladolid-Campo Grande | 19                | Palencia                | Salamanca/La Alamedilla |
| Valladolid-Campo Grande | 20                | Valladolid-Campo Grande | Santander               |
| Valladolid-Campo Grande | 21                | Valladolid-Campo Grande | Vitoria                 |
|                         |                   |                         |                         |
| Valladolid-Universidad  | 14                | Palencia                | Valladolid-Campo Grande |
| Valladolid-Universidad  | 17                | Valladolid-Campo Grande | León                    |
| Valladolid-Universidad  | 19                | Palencia                | Salamanca/La Alamedilla |
| Valladolid-Universidad  | 20                | Valladolid-Campo Grande | Santander               |
| Valladolid-Universidad  | 21                | Valladolid-Campo Grande | Vitoria                 |
|                         |                   |                         |                         |
| Viana de Cega           | 15                | Valladolid-Campo Grande | Medina del Campo        |
| Viana de Cega           | 19                | Palencia                | Salamanca/La Alamedilla |